# Albertus Franciscus Molleman
Albertus Franciscus Molleman (Lichtenvoorde, 8 augustus 1915 – Heerhugowaard, 5 juni 1987) was een Nederlands politicus.
Zijn vader was schoolhoofd. Zelf is hij afgestudeerd in de rechten en hij was aan het begin van zijn loopbaan werkzaam bij de gemeentesecretarie van Lichtenvoorde. Hij had daar verschillende functies voor hij werd aangesteld als plaatsvervangend secretaris. In 1949 maakte mr. Molleman de overstap naar de gemeente Arnhem waar hij het bracht tot referendaris. In oktober 1957 werd hij benoemd tot burgemeester van Heerhugowaard, wat hij zou blijven tot zijn pensionering in september 1980. Midden 1987 overleed Molleman op 71-jarige leeftijd.